# Charon trebax
Espèce
Charon trebax est une espèce d'amblypyges de la famille des Charontidae.

## Distribution
Cette espèce est endémique du Queensland en Australie. Elle se rencontre vers Townsville.

## Description
La carapace de la femelle holotype mesure 4,69 mm de long sur 7,19 mm et l'abdomen 11,30 mm de long sur 5,80 mm.

## Publication originale
- Harvey & West, 1998 : New species of Charon (Amblypygi, Charontidae) from northern Australia and Christmas Island. Journal of Arachnology, vol. 26, no 3, p. 273-284 (texte intégral).